# Raúl Diago Izquierdo
Raúl Diago Izquierdo (Matanzas, 1 de agosto de 1967) é um ex-jogador de voleibol cubano, que foi levantador e capitão da seleção de seu país e, atualmente, é o presidente da Federação Cubana de Voleibol.